# Trouble Maker
Trouble Maker là một nhóm nhỏ chính thức được thành lập bởi Cube Entertainment vào năm 2011. Thành viên của nhóm bao gồm Hyuna (4Minute) và Jang Hyun-seung.

## Lịch sử
Vào tháng 11 năm 2011, Trouble Maker được thành lập với các thành viên Hyun-seung và Hyuna (4Minute). Hyuna trước đó đã phát hành 2 đĩa đơn nhưng theo lời của cả hai thì Trouble Maker sẽ mang đến một màu sắc khác hẳn với các nhóm nhạc mà họ là thành viên. Nhóm chính thức được quảng cáo dưới tên gọi 'JS & Hyuna' theo như tiết lộ của Hyun-seung trên Twitter của anh kèm theo đó là nghệ danh mới mà anh sử dụng cho nhóm nhỏ này "Jay Stomp".
Vào tháng 5 năm 2013, Cube Entertainment xác nhận Trouble Maker sẽ trở lại sân khấu âm nhạc.

## Sự nghiệp

### Debut
Trouble Maker ra mắt công chúng cùng với tên gọi trùng với bài hát chủ đề và mini album Trouble Maker. Ngày 25 tháng 11, nhóm bắt đầu công bố các hình ảnh về album cũng như phong cách mà họ theo đuổi. Họ cũng mang đến 2011 Mnet Asian Music Awards các hình ảnh về nhóm, cùng với một on-stage kiss. Album bào gồm "Trouble Maker" và một bài hát ballad "The Words I Don't Want to Hear". Video âm nhạc của "Trouble Maker" được phát hành ngày 1 tháng 12.

### 2013:Chemistry
Vào ngày 4 tháng 10 năm 2013, Cube thông báo rằng Trouble Maker sẽ trở lại. Người phát ngôn của công ty nói, "Chúng tôi đã thiết lập cho sự trở lại của Trouble Maker vào ngày 24 tháng 10 trên M! Countdown'. Vì đã một thời gian dài từ thời điểm debut nên cả hai đều đang rất sung sức, tuy nhiên họ cũng rất lo lắng."
Vào ngày 28 tháng 10, nhóm đã phát hành bài hát "There Is No Tomorrow" từ EP Chemistry. Video âm nhạc của bài hát được dựa trên sê-ri phim tội phạm Bonnie and Clyde, video đã được gắn mác 19+ bởi vì sự xuất hiện của tình dục, chất cồn và thuốc lá. Bài hát đã đứng vị trí thứ nhất trên 10 bảng xếp hạng âm nhạc lớn của Hàn Quốc và đạt All-Kill.
"There Is No Tomorrow" cũng đạt số điểm cao nhất trên chương trình "Inkigayo", 11.000 điểm.
Cuối năm 2014, Cube Entertaiment chính thức thông báo Trouble Maker tan rã.

## Danh sách album

### EP
| Trouble Maker                                                                  | - Phát hành: 1 tháng 12 năm 2011 - Nhãn đĩa: Cube Entertainment - Định dạng: CD, digital download  | 2 | 13 | 1 | - Hàn Quốc: 36.427 |
| Chemistry                                                                      | - Phát hành: 28 tháng 10 năm 2013 - Nhãn đĩa: Cube Entertainment - Định dạng: CD, digital download | 2 | —  | 3 | - Hàn Quốc: 30.934 |
| "—" nghĩa là không được xếp hạng hoặc không được phát hành ở vùng lãnh thổ đó. | |   |    |   |                    |

### Đĩa đơn
| Năm                                                                            | Tựa đề                       | Vị trí cao nhất | Vị trí cao nhất | Doanh số (Music downloads) | Album         |
| Năm                                                                            | Tựa đề                       | KOR Gaon        | KOR Hot 100     | Doanh số (Music downloads) | Album         |
| ------------------------------------------------------------------------------ | ---------------------------- | --------------- | --------------- | -------------------------- | ------------- |
| 2011                                                                           | "Trouble Maker"              | 1               | 2               | - Hàn Quốc: 4.408.787      | Trouble Maker |
| 2013                                                                           | "Now (There Is No Tomorrow)" | 1               | 1               | - Hàn Quốc: 947.630        | Chemistry     |
| "—" nghĩa là không được xếp hạng hoặc không được phát hành ở vùng lãnh thổ đó. |                              |                 |                 |                            |               |

## Giải thưởng và đề cử
| Năm  | Giải thưởng                            | Hạng mục                       | Đề cử         | Kết quả   |
| ---- | -------------------------------------- | ------------------------------ | ------------- | --------- |
| 2012 | Mnet 20's Choice Awards                | Hot Performance Star           | Trouble Maker | Đoạt giải |
| 2012 | 14th Mnet Asian Music Awards           | Best Collaboration Performance | Trouble Maker | Đoạt giải |
| 2012 | 4th Melon Music Awards                 | Song of the Year               | Trouble Maker | Đề cử     |
| 2012 | 4th Melon Music Awards                 | Best Global Artist             | Trouble Maker | Đề cử     |
| 2012 | 4th Melon Music Awards                 | Best Music Video               | Trouble Maker | Đề cử     |
| 2012 | 4th Melon Music Awards                 | Hot Trend Song                 | Trouble Maker | Đoạt giải |
| 2012 | 27th Golden Disk Awards                | Best Dance Performance         | Trouble Maker | Đoạt giải |
| 2012 | 27th Golden Disk Awards                | MSN International Award        | Trouble Maker | Đề cử     |
| 2014 | World Music Awards                     | World's Best Song              | Now           | Đề cử     |
| 2014 | World Music Awards                     | World's Best Video             | Now           | Đề cử     |
| 2014 | Singapore Entertainment Awards         | Most Popular K-pop Music Video | Now           | Đề cử     |
| 2015 | 3rd European K-POP / J-POP Music Award | Best TV Stage Performance      | Now           | Đoạt giải |

## Chương trình âm nhạc

### Show Champion
| Ngày tháng | Bài hát |
| ---------- | ------- |
| 6/11/2013  | "Now"   |
| 13/11/2013 | "Now"   |
| 20/11/2013 | "Now"   |

### M! Countdown
| Ngày tháng | Bài hát         |
| ---------- | --------------- |
| 15/12/2011 | "Trouble Maker" |
| 22/12/2011 | "Trouble Maker" |
| 29/12/2011 | "Trouble Maker" |
| 7/11/2013  | "Now"           |
| 14/11/2013 | "Now"           |

### Music Bank
| Ngày tháng | Bài hát |
| ---------- | ------- |
| 8/11/2013  | "Now"   |
| 15/11/2013 | "Now"   |

### Music Core
| Ngày tháng | Bài hát |
| ---------- | ------- |
| 9/11/2013  | "Now"   |

### Inkigayo
| Ngày tháng | Bài hát         |
| ---------- | --------------- |
| 8/1/2012   | "Trouble Maker" |
| 10/11/2013 | "Now"           |

### Music on Top
| Ngày tháng | Bài hát         |
| ---------- | --------------- |
| 5/1/2012   | "Trouble Maker" |